# Flugplatz Bitburg

i7
i11
i13
Der Flugplatz Bitburg (IATA-Code: BBJ, ICAO-Code: EDRB) ist ein Sonderlandeplatz mit Nachtfluggenehmigung bei Bitburg in der Region Trier. Er war zu Zeiten des Kalten Krieges ein Militärflugplatz der US Air Force und trug den Namen Bitburg Air Base.

## Betrieb
Betrieben wird er durch die Flugplatz Bitburg GmbH von den Landkreisen Bernkastel-Wittlich, Bitburg-Prüm, Trier-Saarburg, der Stadt Trier und der Wirtschaftsförderungsgesellschaft Vulkaneifel Daun sowie der Industrie- und Handelskammer und der Handwerkskammer Trier. Zurzeit [veraltet] gibt es keine Linien- oder Charterflüge.
Am Flugplatz gibt es ein großes Gewerbe-, Dienstleistungs- und Freizeitzentrum mit über 160 angesiedelten Unternehmen aus unterschiedlichen Branchen, ein Unterkunftsangebot über 1500 Hotelbetten sowie Anlagen für Urlaub, Sport und Tagungen. 1977, vielleicht auch davor und danach, gab es das Ferrari-Museum am Flugplatz. Es stellte sechs Autos von Ferrari  und weitere Sportwagen aus.

## Bitburg Air Base

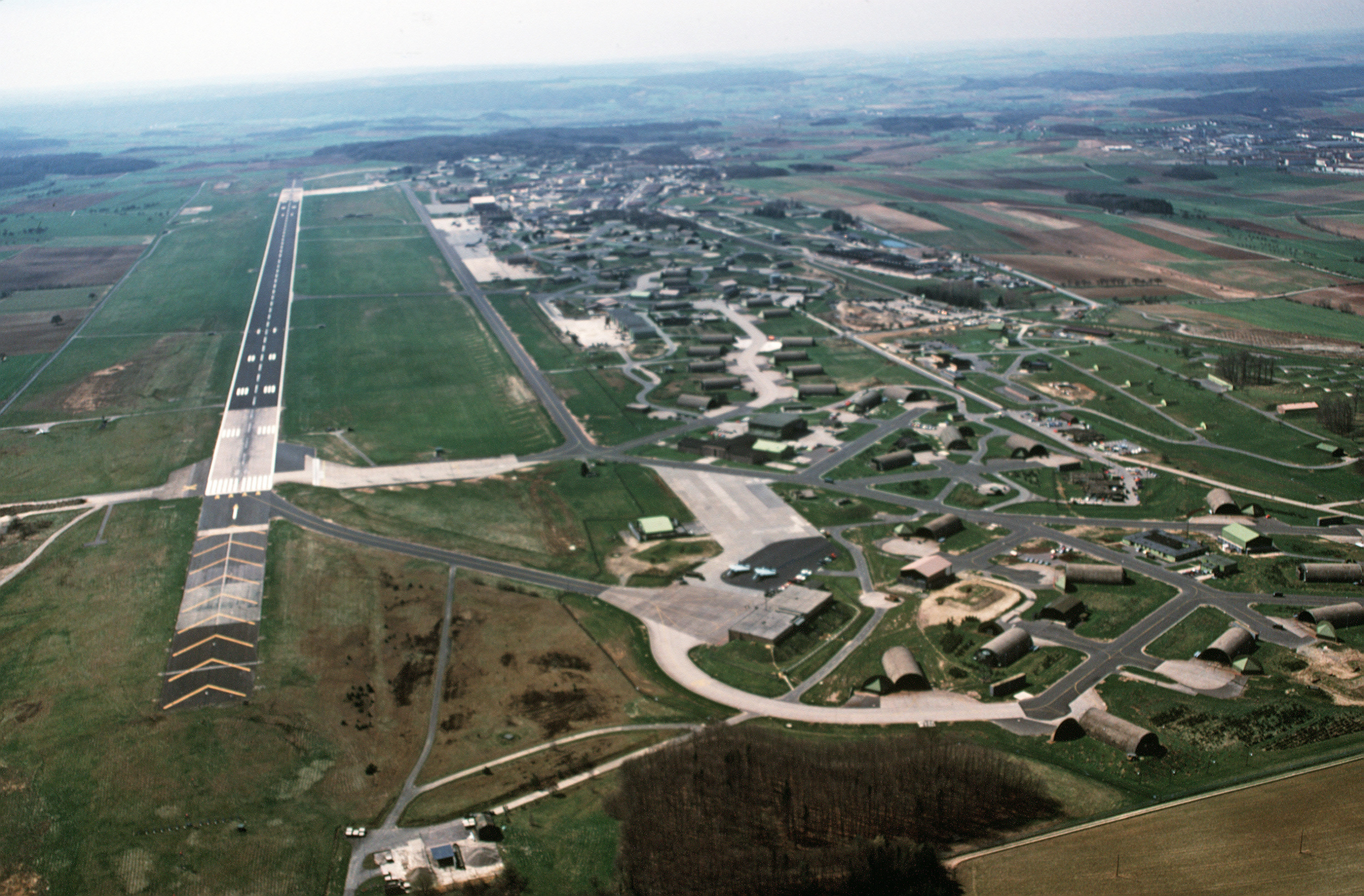
Luftbild der Bitburg Air Base (1988)

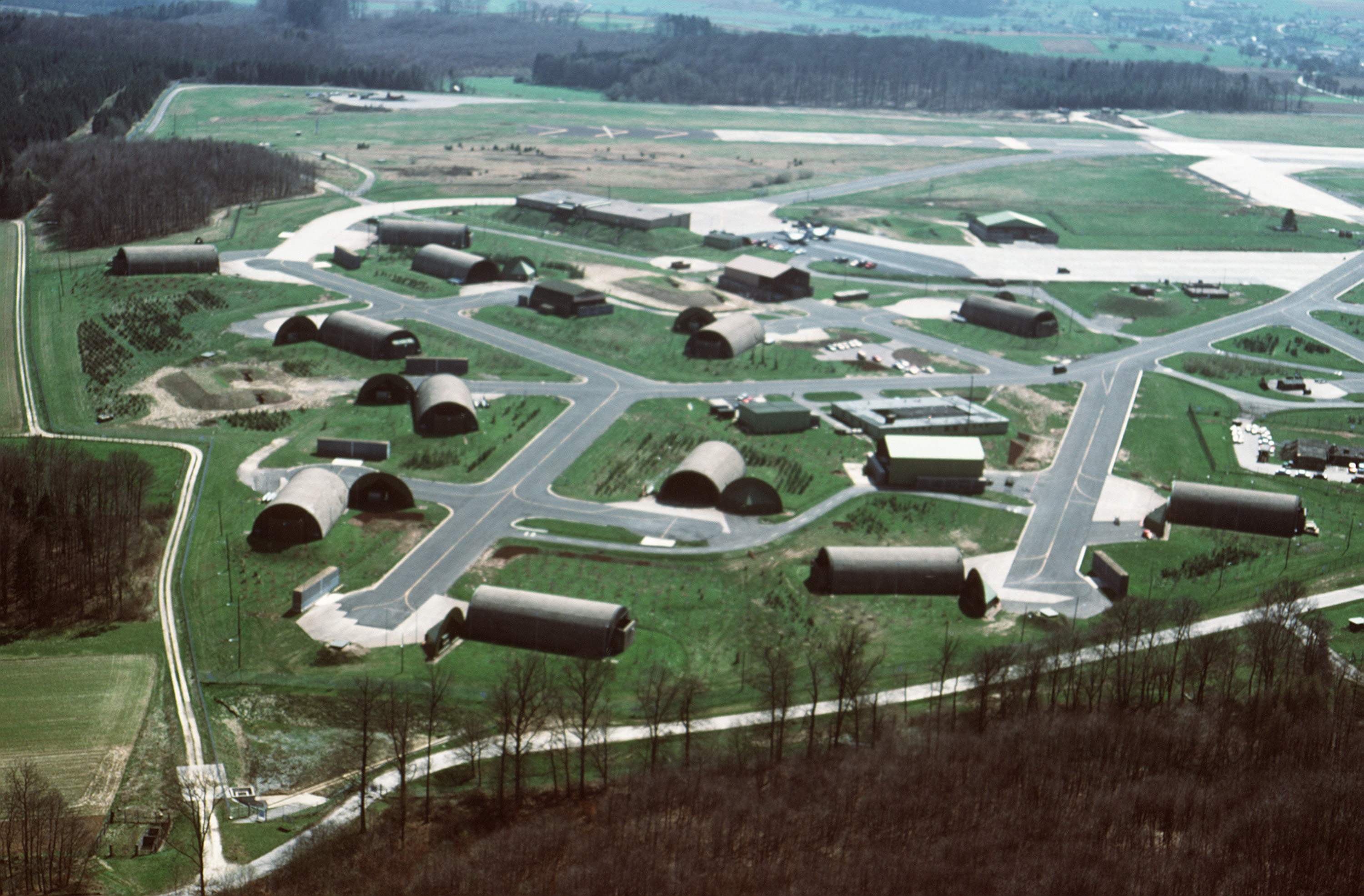
Bitburg Air Base Hardened Aircraft Shelters

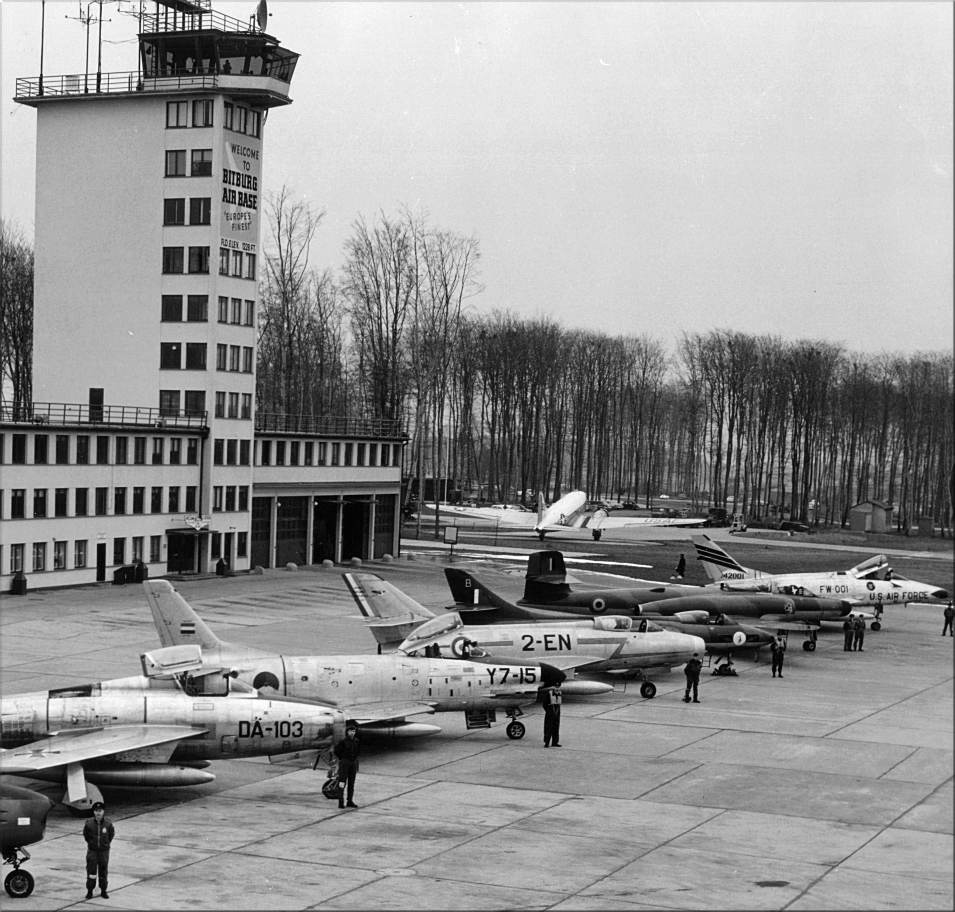
Kampfflugzeuge auf der Bitburg Air Base 1959

Der ab dem 1. September 1952 als Air Base Bitburg eröffnete Flugplatz war Heimat der 36th Fighter Wing der US Air Force. Schon kurz nach dem Zweiten Weltkrieg wurden anfangs von den Franzosen, später von den Amerikanern großangelegte Vermessungsarbeiten für den Flugplatz durchgeführt. 1950 wurden dann die zum Bau benötigten Flächen enteignet, was unter der Bevölkerung zu großer Unruhe führte. Zusammen mit der nahe gelegenen Spangdahlem Air Base war er ein wichtiger Stützpunkt der NATO während des Kalten Krieges. Anfangs waren dort F-84 Thunderjet stationiert, die jedoch schon 1953 durch F-86 Sabre und 1956 durch F-100 C/F Super Sabre ersetzt wurden. Ab Ende 1954 kam für knapp ein Jahr eine weitere F-86F-Staffel des 388th Fighter-Bomber Wing hinzu, dessen vorgesehene Einsatzbasis Etain noch nicht fertiggestellt war. In Niederstedem wurde für die stationierten Kampfflugzeuge 1954 ein Tanklager errichtet, in dem es im selben Jahr zu einer schweren Tanklagerexplosion kam. Ebenfalls ab 1954 waren MGM-1 Matador Raketen mit Nuklearsprengköpfen stationiert.
Nach der F-100 C/F war von 1961 bis 1965 Republic F-105 „Thunderchief“ der Versionen F-105 D/F auf der Air Base stationiert. Ab 1966 wurden in Bitburg zunächst F-4 D „Phantom II“ eingesetzt, die ab 1969 durch F-4 E „Phantom II“ ersetzt wurden. Im Jahr 1977 wurden schließlich F-15 A/B „Eagle“ zugeführt. Diese Version wurde ab 1980 durch die modernere Ausführung F-15 C/D ersetzt und bis zur Auflösung im Jahr 1994 eingesetzt. Des Weiteren ist von Interesse, dass in Bitburg über viele Jahre Kampfflugzeuge stationiert waren, die organisatorisch nicht der „36th Tactical Fighter Wing“ unterstanden. Hierbei handelt es sich ab Mitte der 1950er Jahre um F-86 D „Sabre Dog“ und ab 1958 um Convair F-102 „Delta Dagger“, die bis 1969 in Bitburg zum Einsatz kamen und Teil der „86th Air Division“ in Ramstein waren. Darüber hinaus war im Zeitraum 1956 bis 1961 in Bitburg die damals sehr bekannte Kunstflugstaffel „Skyblazers“ mit F-100 C „Super Sabre“ etabliert. Der Militärflugplatz war bis 1994 in Betrieb und wurde dann in eine zivile Nutzung überführt. Kurzzeitig wurde er 1997 während der Reparatur der Landebahn der Spangdahlem Air Base von der 52nd Fighter Wing genutzt.

## Konversion
Nach dem Abzug der amerikanischen Truppen wurde das Areal im Rahmen einer Konversion in ein Gewerbe-, Dienstleistungs- und Freizeitzentrum umgewandelt. Dies geschah durch einen eigens gegründeten Zweckverband. Dabei wurden die Flächen, die der fliegerischen Nutzung vorbehalten waren, bewusst ausgeklammert. Ziel der Kommunalpolitik war, eine zivile fliegerische Nutzung zu ermöglichen.
Um das 484 Hektar große Gelände mit mehr als 400 Hochbauten einer zivilen Nutzung zuzuführen, wurde das sogenannte Bitburger Konversionsmodell mit bundesweitem Modellcharakter geschaffen. Im Jahr 2004 wurde hierfür zwischen dem Bund, dem Land und dem Zweckverband Flugplatz Bitburg ein städtebaulicher Vertrag geschlossen. Besonderheiten dieses Modelles im Vergleich zu anderen Konversionsprojekten ist die Zusammenarbeit der Kommune, des Landes und des Bundes. Diese ist vertraglich geregelt. Konkret bedeutet dies die Federführung des Zweckverbandes bei der städtebaulichen Planung und Bauleitplanung nach abgestimmten Entwicklungszielen, die gemeinsame Finanzierung (Bund, Land und Kommune) der Erschließungskosten, die Vermarktung der Liegenschaften durch die Bundesanstalt für Immobilienaufgaben und die Unterstützung der Entwicklung durch fachbehördliche Beratung sowie finanzielle Förderung durch das Land Rheinland-Pfalz.
Eine Herausforderung stellt dabei die Umweltproblematik des Standorts dar. Auf dem Flugplatz wurden während der Nutzung durch das US-Militär krebserregende Löschmittel versprüht, welche den Boden und die Gewässer verseucht haben.

## Der geplante fliegerische Ausbau durch einen privaten Investor
Seit dem Abzug der US Air Force gab es mehrere Versuche einer fliegerischen Nutzung. Diese reichten von der Ansiedlung von Flugzeugherstellern bis hin zum Betrieb eines Werftflughafens.
Am 15. Januar 2010 wurde ein notarieller Vertrag unterzeichnet, wodurch rückwirkend zum 1. November 2009 von dem luxemburgischen Investor Frank Lamparski 40,53 % der Anteile an der Flugplatz GmbH übernommen wurden. Genauere Informationen darüber seien dem Aufsichtsratsvorsitzenden, Michael Billen, vorbehalten. Die Gesellschafter der Flugplatz Bitburg GmbH hatten der Übernahme bereits am 18. Oktober 2009 zugestimmt.
Lamparski wollte durch das Projektentwicklungsbüro Stintec in Mamer den Flugplatz Bitburg zur zivilen Nutzung schrittweise ausbauen. Da der Flughafen Luxemburg und der Flugplatz Hahn in ihren Kapazitäten in den nächsten Jahren an ihre Grenzen stießen, sei auf dem verfügbaren Gelände ein Ausbau in mehreren Phasen beabsichtigt. Der luxemburgische Projektentwickler wollte mit Finanzmitteln, die vor allem von Investmentfonds kommen sollten, den Flugplatz bis Mitte 2010 komplett übernehmen und zu einem Regionalflughafen und Frachtflughafen ausbauen. Innerhalb von drei Jahren sollte der Cargobetrieb und binnen fünf Jahren der Passagierbetrieb aufgenommen werden.
Lamparski wollte nun, so die Verlautbarung Ende Mai 2010, auch die restlichen Anteile des Eifelkreises Bitburg-Prüm (37,89 %) und der Stadt Bitburg (16,32 %) übernehmen. Im Dezember 2011 gab Lamparski bekannt, dass er eine asiatische Investorengruppe gefunden habe, die insgesamt rund 380 Mio. Euro in den Ausbau zu einem internationalen Flughafen investieren wolle.
Am 11. April 2012 meldete der SWR, dass die geplante Übernahme des Bitburger Flugplatzes durch Lamparski nicht zustande komme. Lamparski hatte 30 Millionen Euro Startkapital vor Ablauf einer vereinbarten Frist nicht nachweisen können, teilte die Flugplatz Bitburg GmbH mit. Damit fehlte die wichtigste Voraussetzung für das Geschäft. Diese vertraglich festgelegte Summe war nie auf einem projektgebundenen Konto eingegangen. Ein Ultimatum zur Erfüllung der Forderung verstrich, was der Aufsichtsratschef der Flugplatz Bitburg GmbH, Michael Billen, mit „Der Deal ist geplatzt“ kommentierte.
Infolge der nicht zustande gekommenen Investitionen verkauften einige Kommunen, wie die Stadt Trier, die an der Flugplatz GmbH Beteiligungen hielten, ihre Anteile.

## Zwischenfälle
- Am 26. Juni 1955 kollidierte ein Langstreckenbomber des Typs Avro Lincoln der britischen Royal Air Force (WD131) auf einem Nachtflug 12 Kilometer nordwestlich der Bitburg Air Base mit einer North American F-86D Sabre der United States Air Force (52-3933). Die Lincoln war auf einem geheimen Testeinsatz und sämtliche Lampen waren ausgeschaltet. Alle sechs Besatzungsmitglieder wurden getötet. Der Pilot der F-86 überlebte.[17]

## Film und Fernsehen
Die Kulisse des Flugplatzes Bitburg diente der Folge Extrem von Alarm für Cobra 11 – Die Autobahnpolizei als Drehort für ein illegales Autorennen. Zur Zeit der Dreharbeiten war der ehemalige Militärflugplatz noch stillgelegt.
Am 4. November 2009 übertrug der SWR eine Sendung aus der Reihe „Reiss & Leute“ zum Thema „Der Streit um den Ausbau des Bitburger Flugplatzes“.